# Isopaasi
Isopaasi är en ö i Finland.   Den ligger i kommunen Nådendal i den ekonomiska regionen  Åbo ekonomiska region  och landskapet Egentliga Finland, i den sydvästra delen av landet, 180 km väster om huvudstaden Helsingfors. Arean är 0,15 kvadratkilometer.
Terrängen på Isopaasi är mycket platt.  I omgivningarna runt Isopaasi växer i huvudsak barrskog.